# Prostituzione in Egitto
La prostituzione in Egitto risulta essere attualmente illegale. La polizia combatte ufficialmente la prostituzione ma essa, come quasi in tutti gli altri paesi, esiste e viene praticata. La maggioranza delle prostitute in Egitto sono, oltre che egiziane, anche donne provenienti dall'Europa Orientale e di molte altre nazionalità.
Essendo illegale, le prostitute non pagano le tasse. La legge dichiara che le persone che praticano l'adulterio possono essere condannate fino a sei mesi di carcere, mentre per la prostituzione la pena può salire fino a tre anni.

## Storia
La prostituzione è stata legalizzata in Egitto nel 1882 dall'amministrazione occupante britannica; la legislazione a tal proposito è stata più ampiamente rivista tra il 1929 e il 1958.